# La Sexorcisto: Devil Music, Vol. 1
La Sexorcisto: Devil Music Volume One — третий студийный альбом американской метал-группы White Zombie, выпущенный 17 марта 1992 года на лейбле Geffen Records.

## Об альбоме
Альбом сочетает в себе грув-метал и альтернативный-метал, а также содержит множество семплов из фильмов категории B. Роб Зомби пояснял, что хотел сохранить звучание «танц-грува», которым часто пренебрегают в метал-музыке. Вопреки слухам и названию, альбом Devil Music Volume Two даже не планировался.
Альбом пользовался благосклонностью у критиков и стал успешным с коммерческой точки зрения. Он быстро поднимался по американскому чарту, а песни «Thunder Kiss '65» и «Black Sunshine» постоянно транслировали на телеканале MTV и радиостанциях. Хотя альбом вышел в начале 1992 года, в Billboard 200 он попал лишь в 1993 году, после того как песня «Thunder Kiss '65» попала в тридцатку лучших в чарте Hot Mainstream Rock Tracks. Альбом дважды стал платиновым в США и золотым в Канаде.
Джейкоб Ландерс из Allmusic оценил альбома на 4.5 звезды из 5 и заявил: «Возможно, задавая будущее метала, первый альбом White Zombie на крупном лейбле, почти сопоставим по значимости с классическими работами Guns N’ Roses Appetite for Destruction, The Cult Electric и Soundgarden Badmotorfinger».

## Поддержка альбома
В поддержку альбома группа гастролировала два с половиной года. Тур имел огромный успех и помог группе стать культовой. White Zombie начали пятимесячное американское турне в апреле 1992 года вместе с Testament, Pantera, Crowbar, My Sister’s Machine, Paw и Trouble. Осенью группа открывала концерты Danzig в Европе и США, а после в течение года White Zombie гастролировали по США вместе с группой Pantera. В феврале и марте 1993 года группа выступала вместе с Monster Magnet, а летом с Anthrax и Quicksand. Чуть позже White Zombie объявили об ещё двух турах:первый с Chemlab и Nudeswirl осенью, второй с Prong и The Obsessed в начале 1994 года. Заключительный тур прошёл в мае в Японии, при поддержке группы Pantera.

## Значение
В марте 2023 года группа авторов американского издания Rolling Stone включила песню «Thunder Kiss ’65» данного альбома в список «100 величайших хеви-метал песен всех времён». В этом рейтинге она заняла 84-ю позицию, заметку о ней составил Грейсон Хейвер Каррин.

## Список композиций
Все тексты написаны Робом Зомби, вся музыка написана White Zombie.
| №   | Название                                          | Длительность |
| --- | ------------------------------------------------- | ------------ |
| 1.  | «Welcome to Planet Motherfucker/Psychoholic Slag» | 6:21         |
| 2.  | «Knuckle Duster (Radio 1-A)»                      | 0:21         |
| 3.  | «Thunder Kiss ’65»                                | 3:53         |
| 4.  | «Black Sunshine»                                  | 4:49         |
| 5.  | «Soul-Crusher»                                    | 5:07         |
| 6.  | «Cosmic Monsters Inc.»                            | 5:13         |
| 7.  | «Spiderbaby (Yeah-Yeah-Yeah)»                     | 5:01         |
| 8.  | «I Am Legend»                                     | 5:08         |
| 9.  | «Knuckle Duster (Radio 2-B)»                      | 0:25         |
| 10. | «Thrust!»                                         | 5:04         |
| 11. | «One Big Crunch»                                  | 0:21         |
| 12. | «Grindhouse (A Go-Go)»                            | 4:05         |
| 13. | «Starface»                                        | 5:02         |
| 14. | «Warp Asylum»                                     | 6:44         |

## Участники

### Группа
- Роб Зомби — вокал, лирика, арт-директор
- Джей — гитара
- Шона Айслот — бас-гитара
- Айван де Прюм — ударные

### Техническая команда
- Кристин Каллахан — фотограф
- Дэвид Карпентер — помощник инженера
- Элисон Дайер — фотограф
- Майкл Голоб — арт-директор
- Игги Поп — дополнительный вокал («Black Sunshine»)
- Энди Уоллес — продюсер, инженер, смешивание
- Хоуи Вайнберг — мастеринг